# دی‌ایزونونیل فتالات
دی‌ایزونونیل فتالات (به انگلیسی: Diisononyl phthalate) با فرمول شیمیایی C26H42O4 یک ترکیب شیمیایی با شناسه پاب‌کم 590836 است. که جرم مولی آن 418.609 g/mol می‌باشد. شکل ظاهری این ترکیب، مایع روغنی شکل است.